# Downesia sulcata
Downesia sulcata là một loài bọ cánh cứng trong họ Chrysomelidae. Loài này được Fleutiaux miêu tả khoa học năm 1877.